# 亚历克·斯科特
亚历克·斯科特（英語：Alec Scott，1906年10月16日—1978年6月11日），英国男子马术运动员。他曾代表英国参加1936年夏季奥林匹克运动会马术比赛，获得团体三项赛铜牌和个人三项赛第七名。